# Zoologická zahrada Hodonín
Zoo Hodonín je zoologická zahrada nacházející se na severozápadním okraji města Hodonín poblíž silnice I/55 vedoucí z Břeclavi do Uherského Hradiště. Jedná se o jednu z nejmladších zoo v České republice a oceňována je především díky svému přírodnímu rázu v krásném prostředí lužního lesa.

## Historie

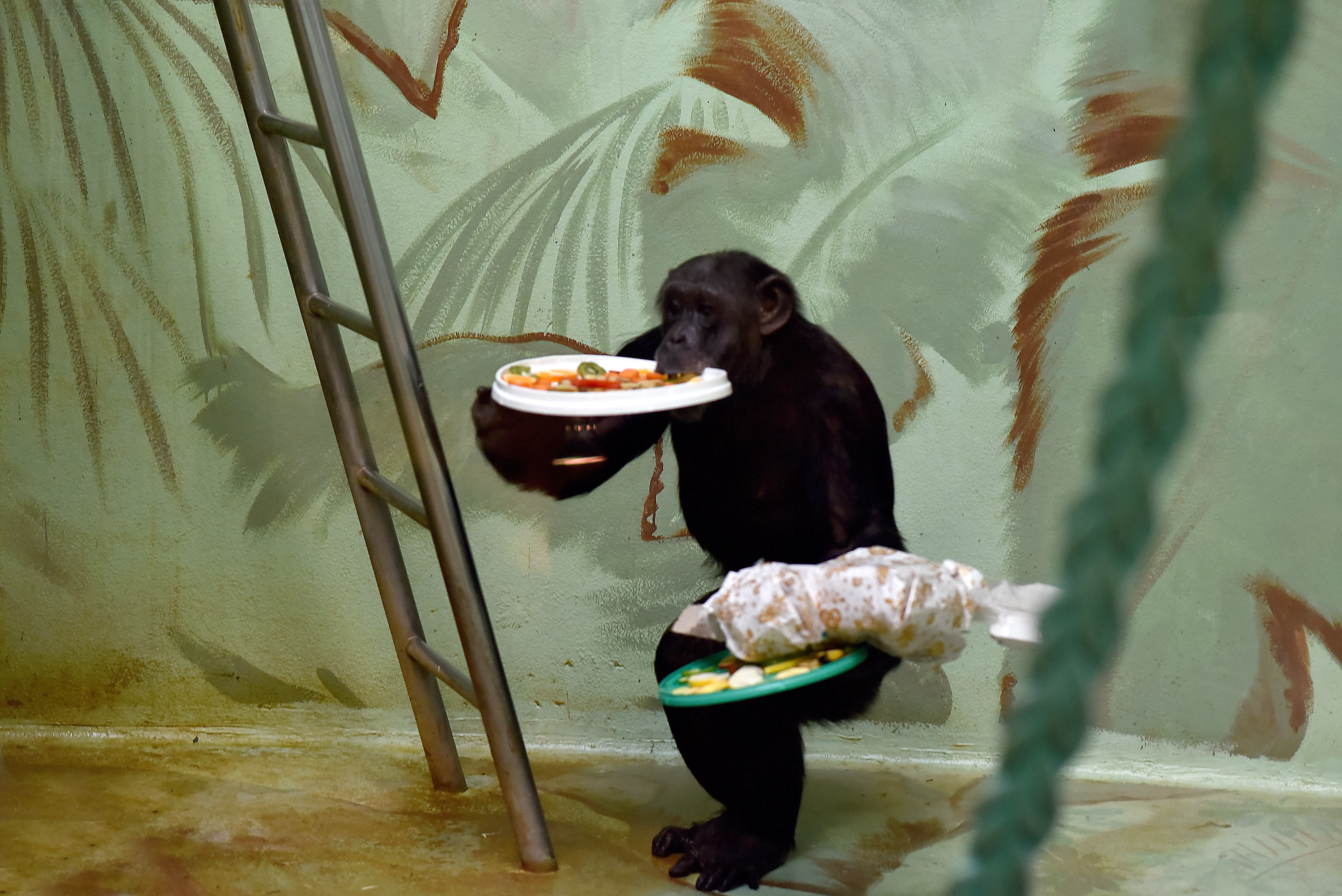
Šimpanzí narozeniny

Zoologická zahrada Hodonín vznikala z podnětu tehdejšího městského národního výboru v čele s předsedou Emilem Schwarzem od roku 1973 a na její stavbě se svépomocí podíleli i obyvatelé města a některé místní organizace. Od roku 1976 byl částečně zpřístupněn zookoutek, který pak byl oficiálně otevřen 29. září 1977. K vidění zde tehdy byly pouze některé druhy domácích zvířat, šelem a malých opic.
Již o pět let později bylo jasné, že o expozice je velký zájem a zookoutek dostal status zooparku. V roce 1992 si díky svým aktivitám vysloužil status zoologické zahrady.

## Činnost

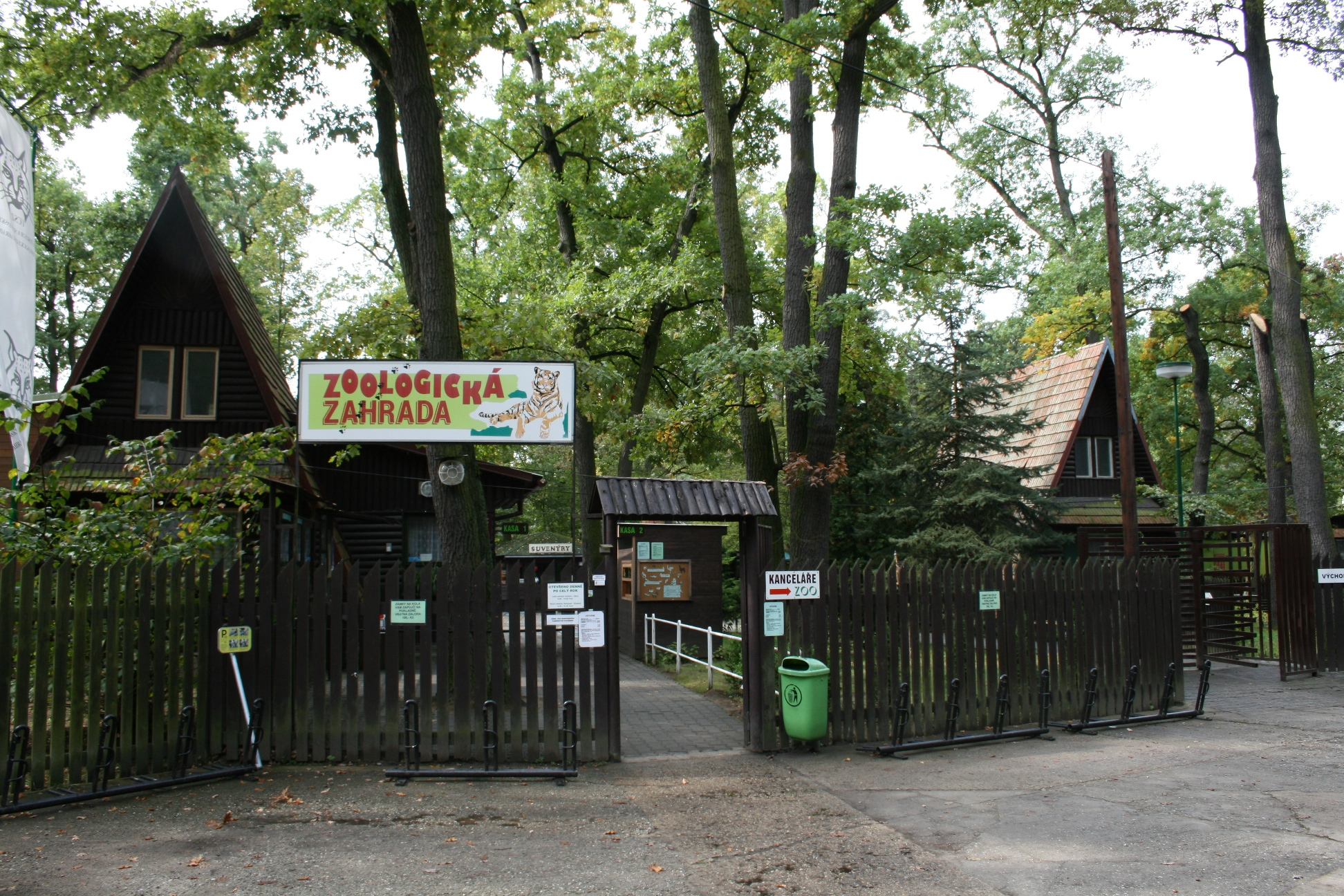
Vstup do zoo

### Zoo v číslech
Zoo Hodonín hospodaří na 7,5 hektaru hektaru vodních a parkových ploch, z čehož expoziční plochy tvoří 6 hektarů. Jejím zřizovatelem je město Hodonín.
Návštěvnost se dlouhodobě pohybuje mezi 110–130 tisíci lidí, v roce 2007 do zoologické zahrady přišlo 134 695 návštěvníků a v roce 2008 zaznamenala historický rekord, když ji navštívilo 146 281 lidí. V roce 2013 dosáhla návštěvnost čísla 134 300. Počet zaměstnanců se pohybuje kolem 30 osob a celkové náklady v roce 2013 dosáhly 20,9 mil. Kč. Zoo v současnosti chová přes 700 zvířat 197 druhů (údaj ke 31. 12. 2013), z nichž sedmdesát patří mezi ohroženou světovou faunu. Nechybí mezi nimi ani silně ohrožené druhy vedené v Červené knize ohrožených zvířat nebo CITES a mezi návštěvníky oblíbená zvířata jako tygr ussurijský, jaguár, mangabej rudohlavý či dnes již pouze v zoologických zahradách přežívající lev berberský. Svůj speciální pavilon zde mají i papoušci, mezi nimiž dominují zejména vzácné ary kaninda, banánovci a toko, u něhož se v této zahradě jako jedné z mála rovněž zdařil odchov. Zkušenosti mají i s chovem bažantů a jeřábů. Zoo se zaměřuje na chov afrických kopytníků a exotického ptactva.

### Členství v organizacích

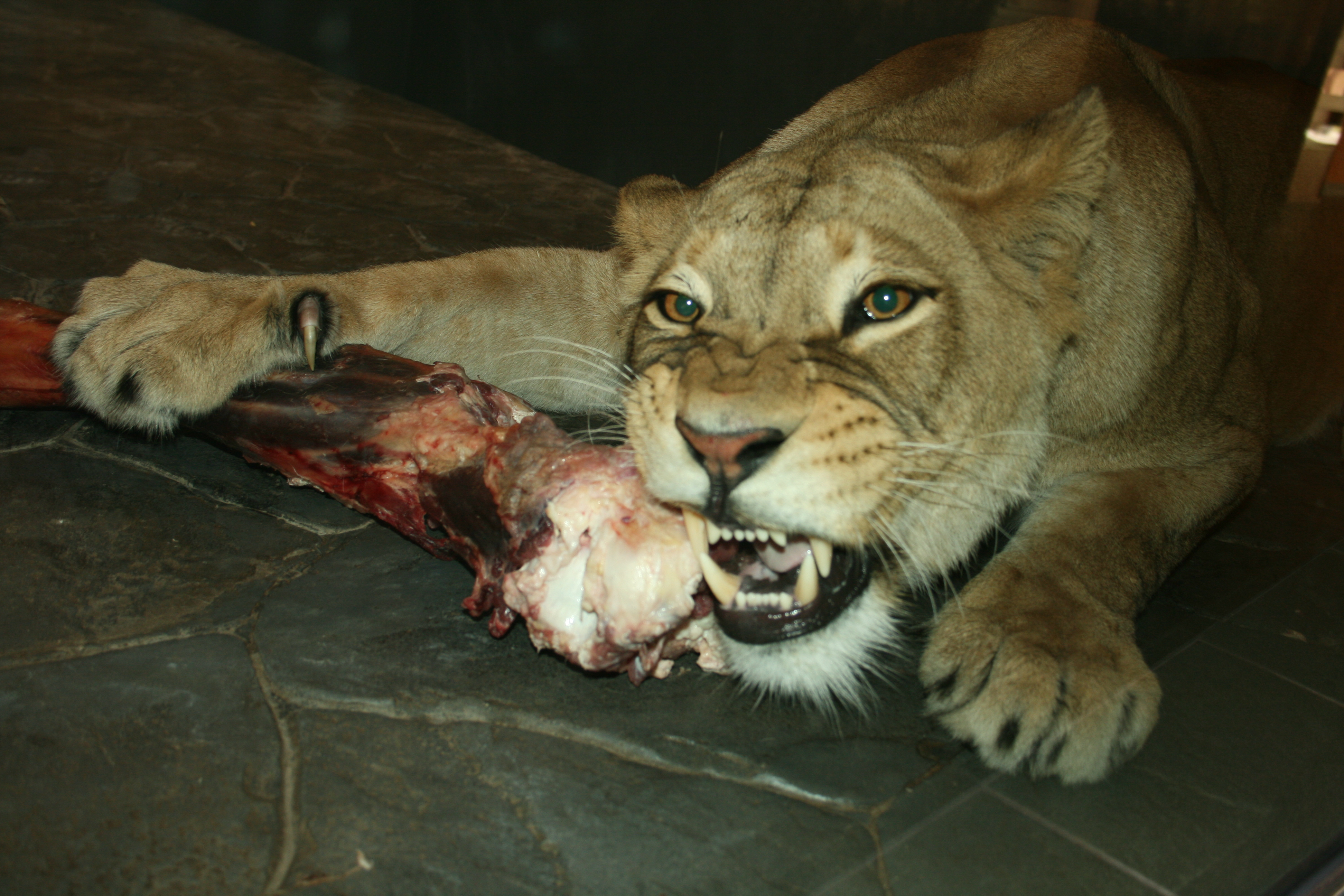
Krmící se lev berberský

Zoo Hodonín je členem Unie českých a slovenských zoologických zahrad (UCSZ Archivováno 6. 5. 2011 na Wayback Machine.) a spolupracuje s koordinátory Evropských chovných programů ohrožených druhů (European Endangered Species Breeding Programmes, EEP) a Evropských plemenných knih.

### Doprava a další činnost zoo
Zoologická zahrada Hodonín se nachází v městské čtvrti zvané Bažantnice nedaleko silnice I. třídy č. 55 vedoucí z Břeclavi do Uherského Hradiště. Odstavné parkoviště pro motoristy je umístěno cca 100 m od vstupní brány zoo. Od vlakového a autobusového nádraží je zoo vzdálena asi 20 minut chůze, zastávka MHD Bažantnice II. stojí od zoo asi 10 minut pěšky.
Každoročně zoo pořádá mnoho akcí pro veřejnost, mj. Den Země, Den dětí, dny druhů zvířat, Mezinárodní den zvířat, vánoční zdobení stromků pro zvířata či Dreamnight (Noc snů) pro tělesně a mentálně postižené děti. Pro návštěvníky zde vzniklo několik dětských hřišť s různými atrakcemi a kontaktní koutek s výběhy domácích zvířat. K dispozici je též obchod se suvenýry, dva bufety s posezením a prostor pro kulturní akce.
Mezi významné aktivity zoo patří činnost vzdělávacího centra s ubikacemi a výběhy velkých kočkovitých šelem. Nabízené programy jsou určeny dětem z mateřských a základních škol, středoškoláci se mohou zúčastnit speciálních programů po domluvě mezi zoo a jejich vzdělávači.

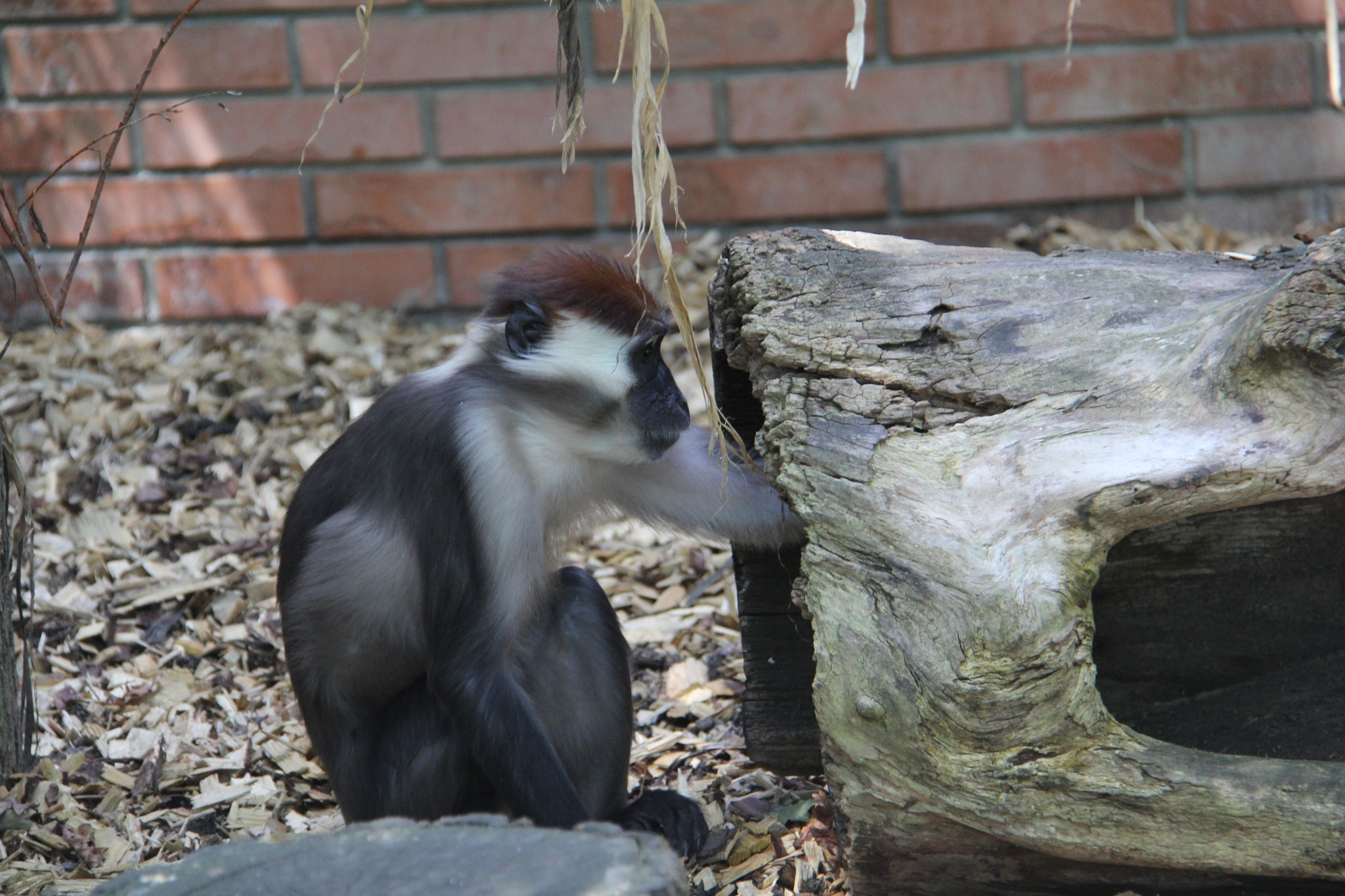
Mangabej

Od roku 1996 provozuje Zoologická zahrada Hodonín Útulek pro opuštěné psy. V roce 2021 se přes útulek přehnalo tornádo a útulek byl poničen. V červnu 2023 bylo oznámeno, že v budoucnu proběhne výstava nového psího útulku.
Zoo momentálně plánuje další rozvoj areálu. V plánu jsou tučnáci, tapíři, mrevenečník, hrošíci či žirafy. Začátkem roku 2025 se počítá se znovuotevřením útulku a začátkem výstavy nových akvárií. 

## Galerie

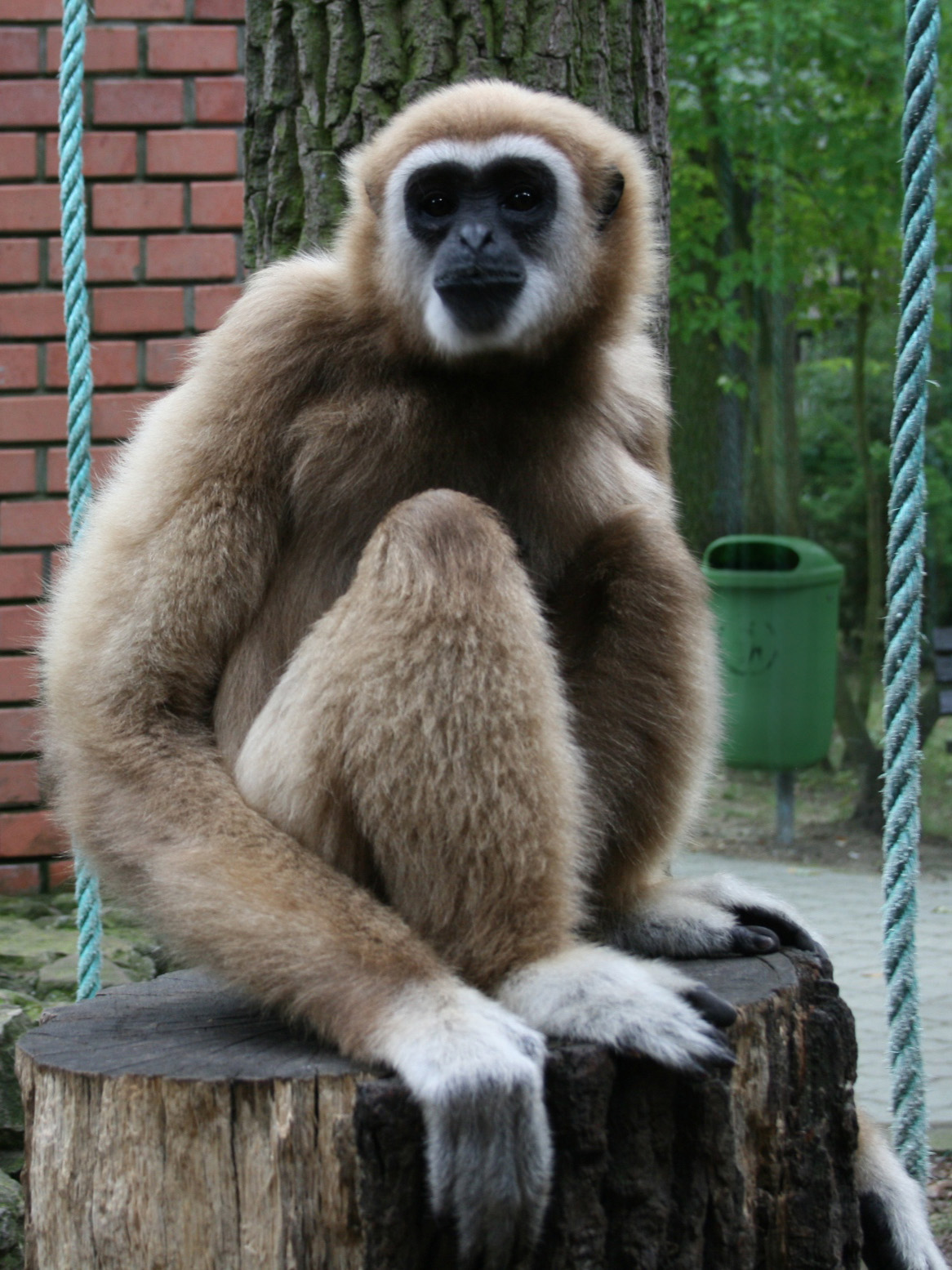
Gibon lar
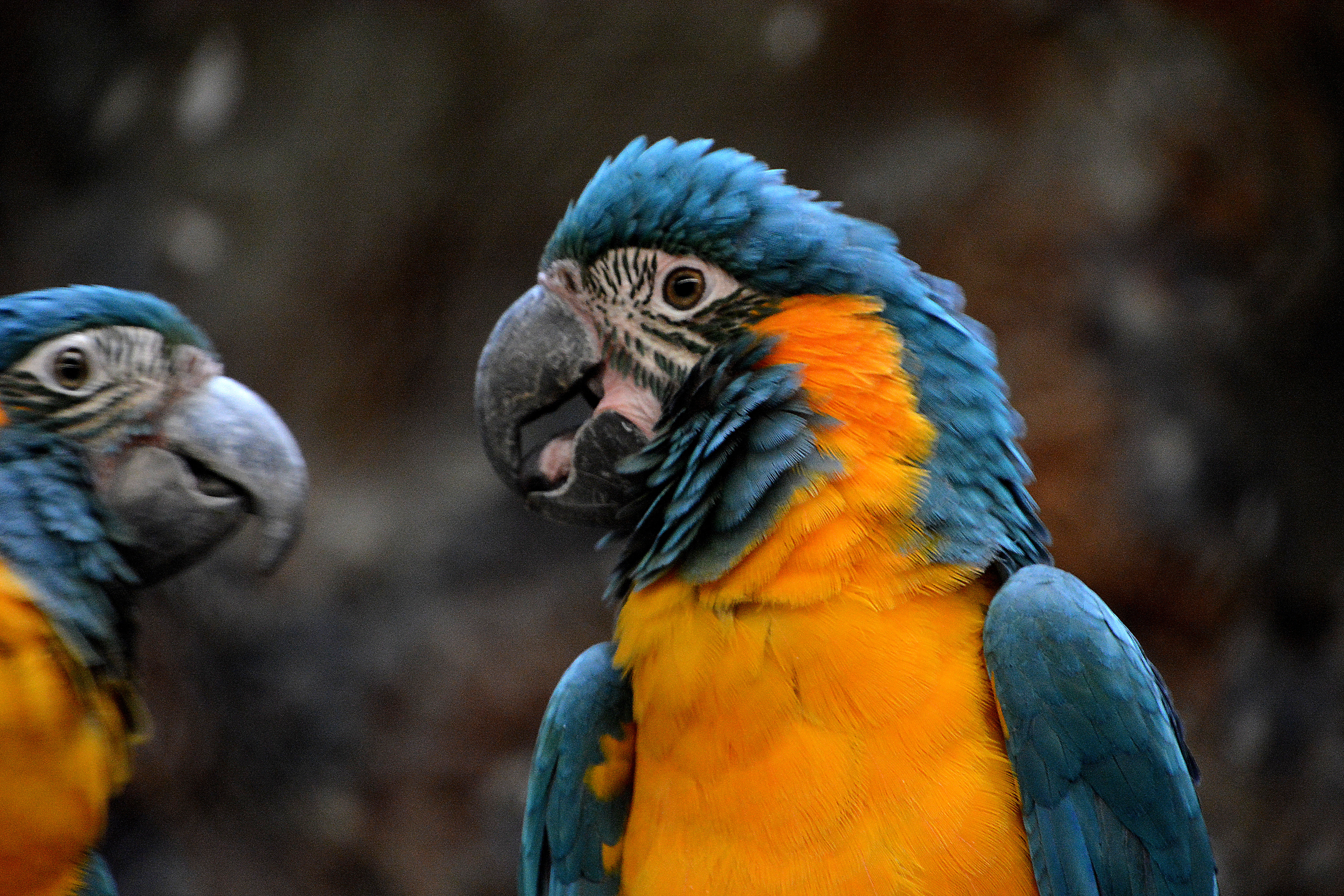
Ara
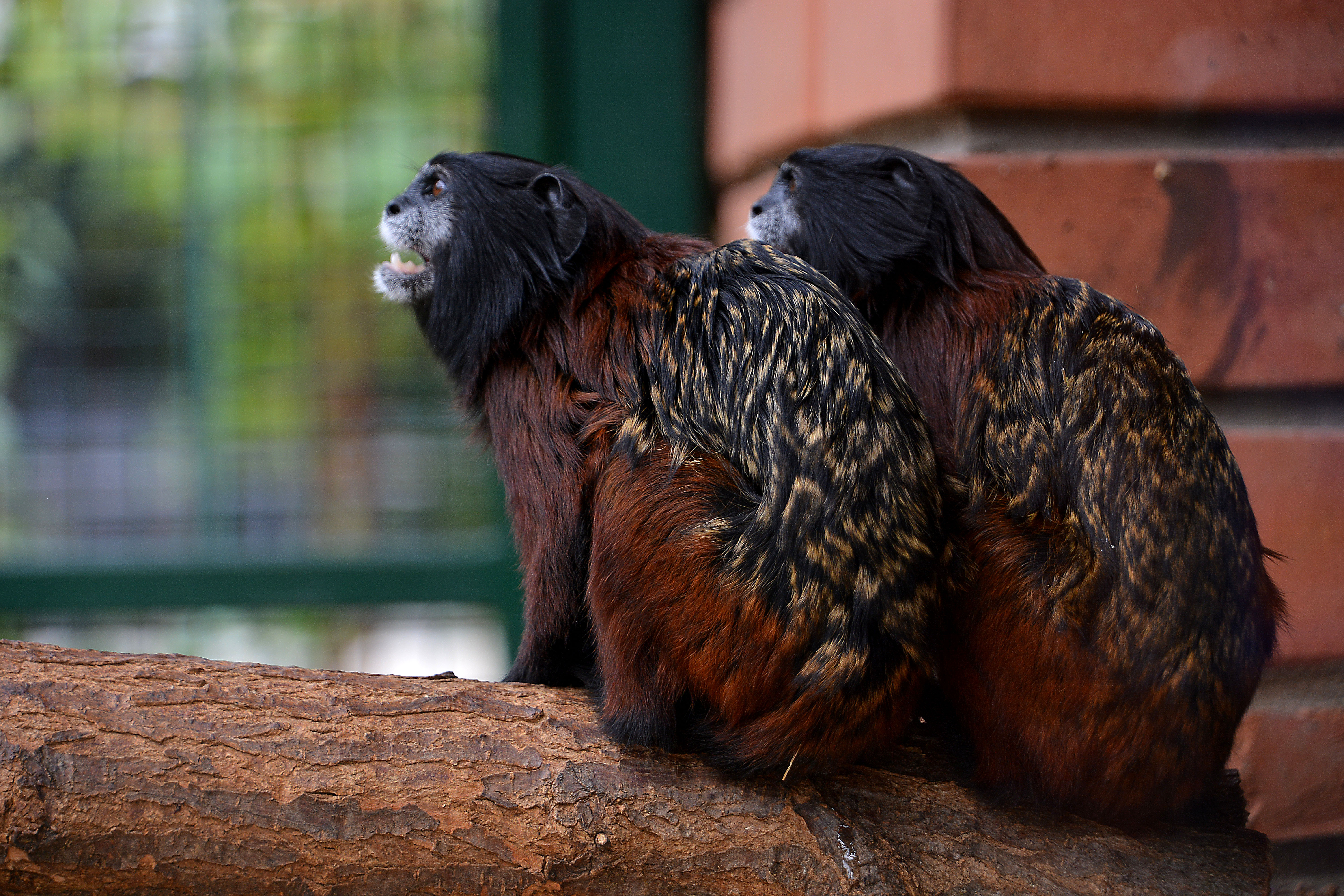
Drápkaté opičky
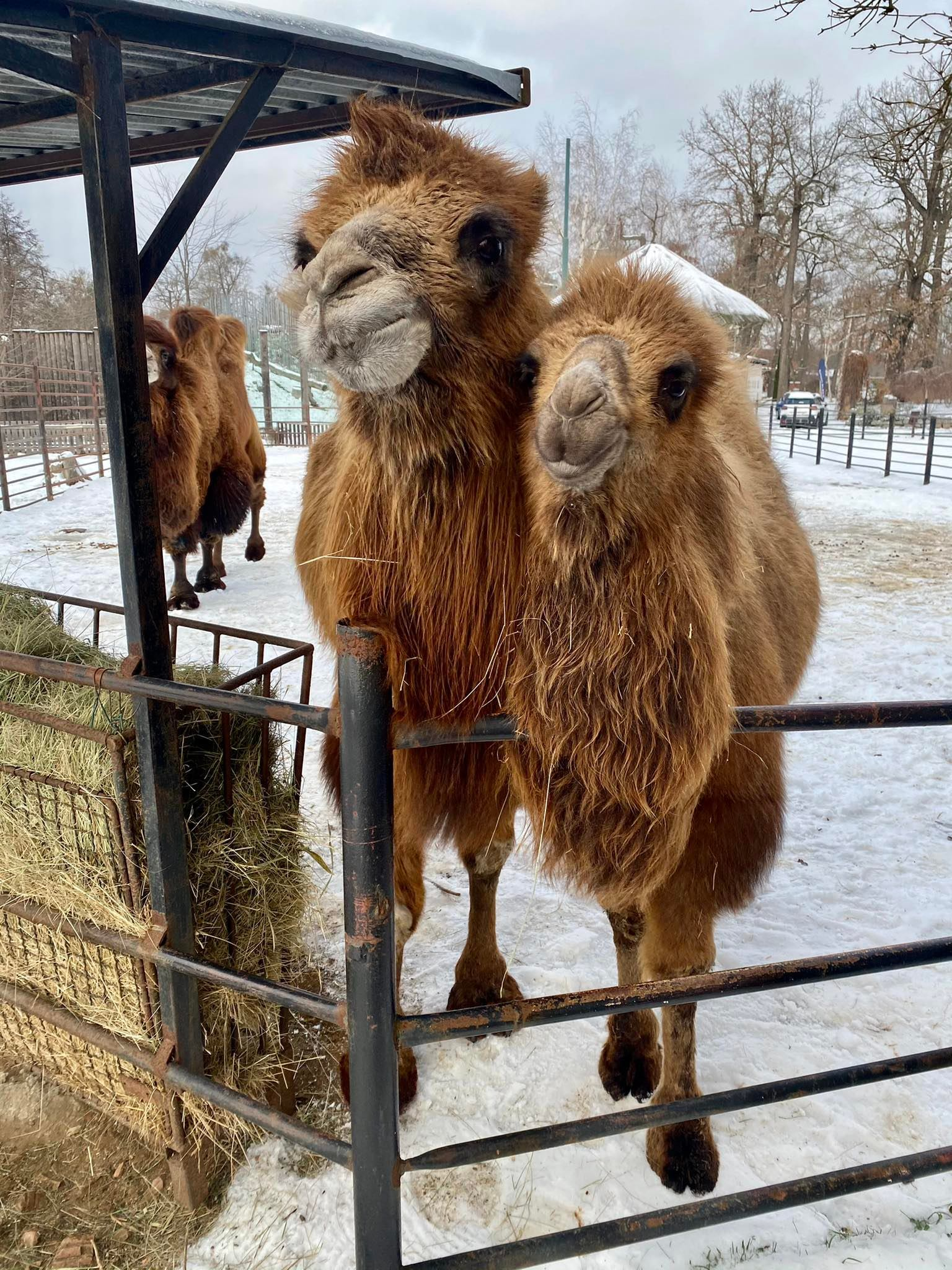
Velbloudi
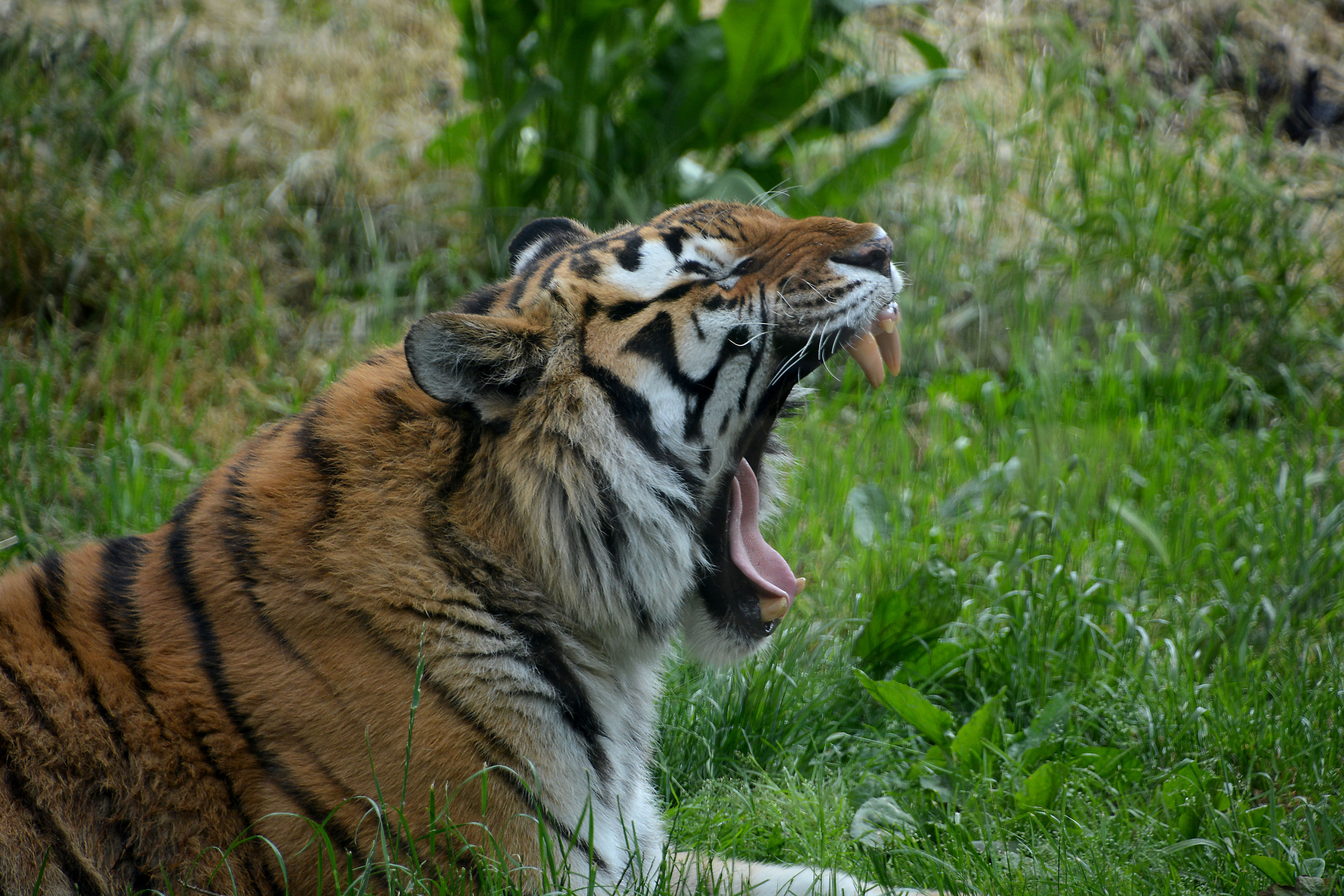
Tygr ussurijský
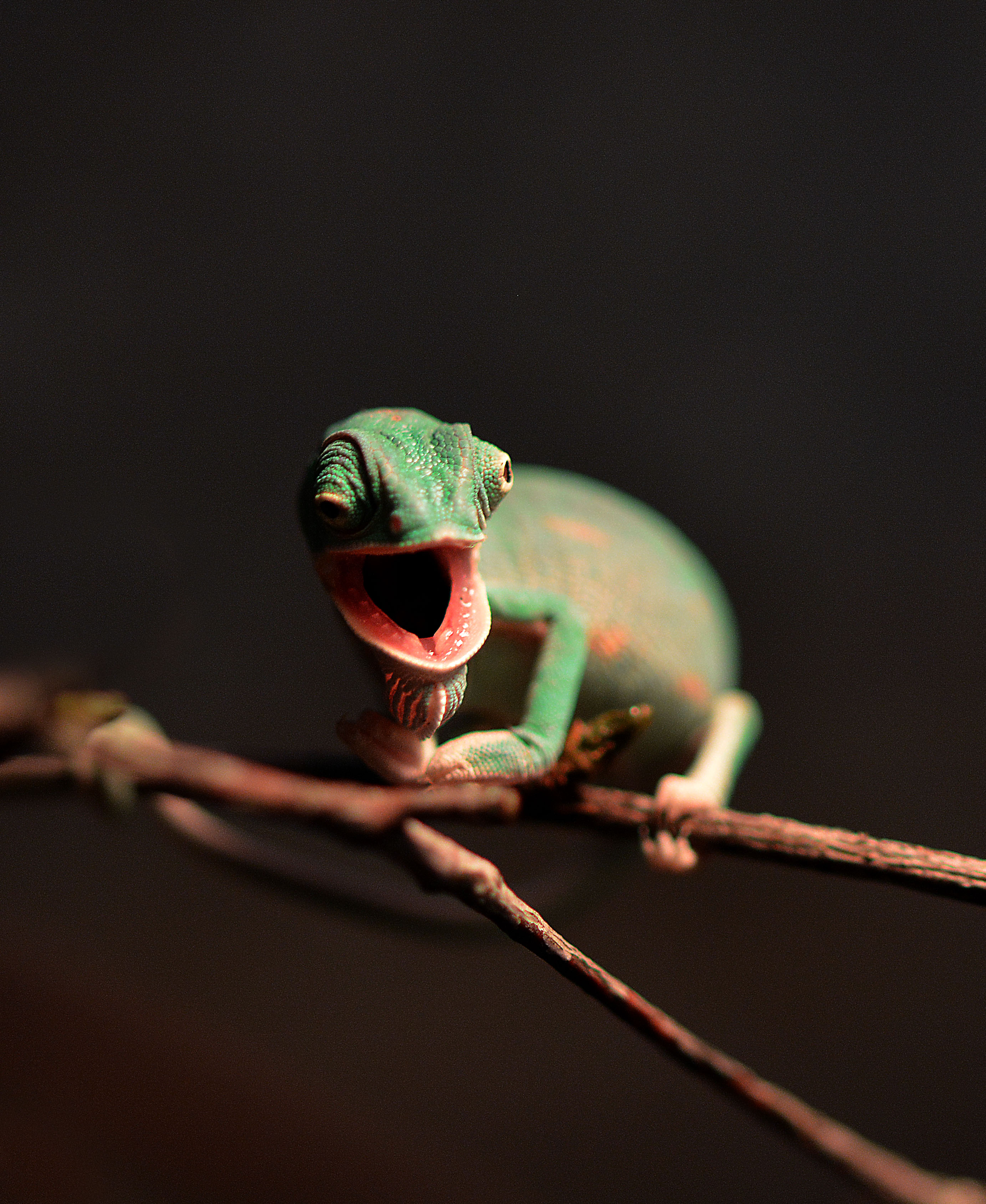
Chameleon jemenský
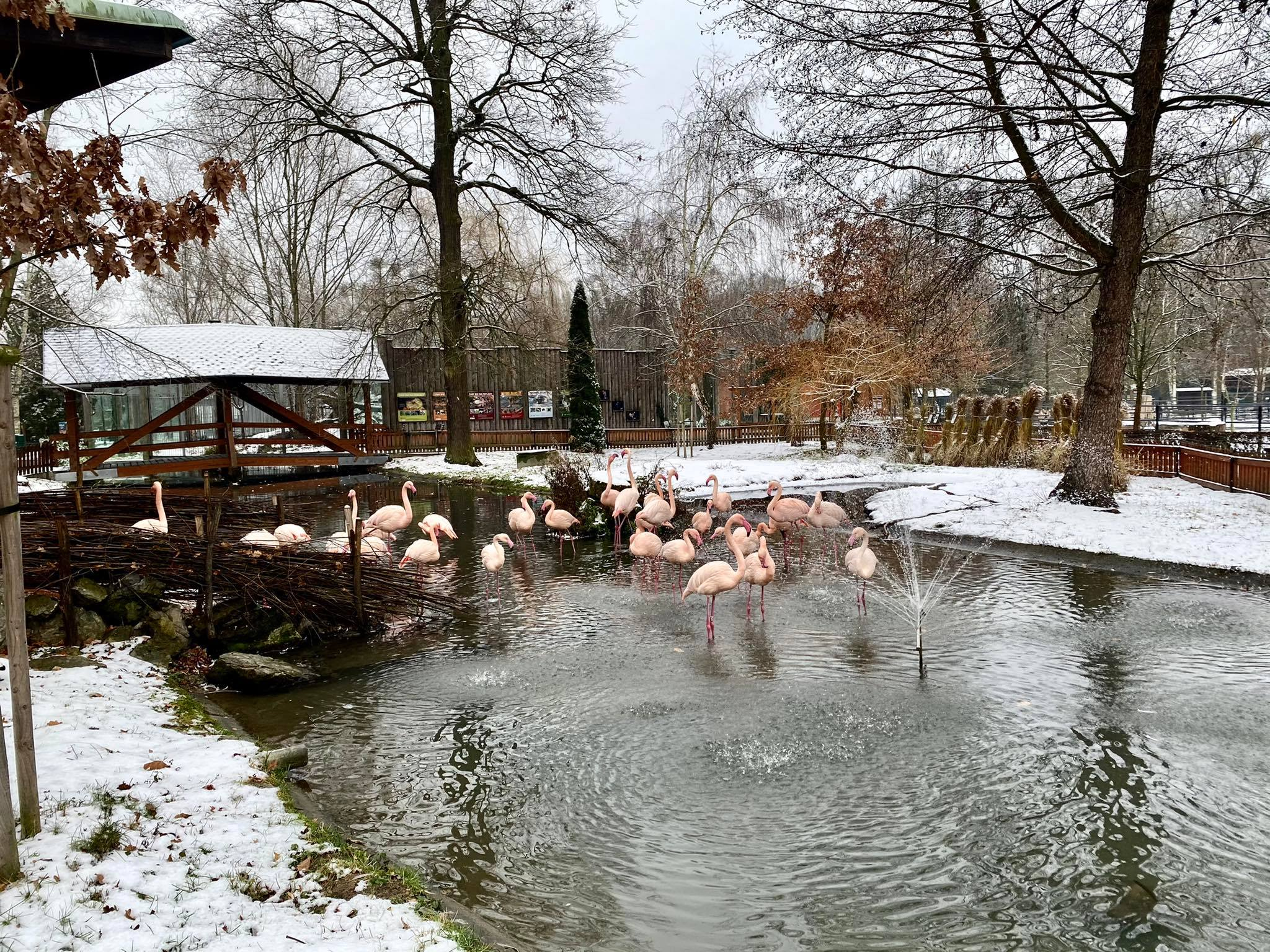
Plameňáci